# Леонтий (епископ Корельский)
Епи́скоп Лео́нтий (в миру Лавре́нтий; ? — 1708, Суздаль) — епископ Русской православной церкви, епископ Корельский и Ладожский, викарий Новгородской епархии (1685—1690), епископ Тамбовский и Козловский (1682—1684).

## Биография
О его жизни до епископства известно очень мало. Происходил из духовного звания. Был священником. Овдовел, постригся в монашество.
В середине 1679 года стал игуменом Галичского Авраамиева монастыря и управлял им около трёх лет.
Город Галич с его десятиной, к которой принадлежал Покровский монастырь, в то время входил в состав патриаршей области. Вероятно, игумен Леонтий был лично известен патриарху и благодаря этому из невидного монастыря был взят на епископскую кафедру. Кроме того, в царском предложении патриарху от 2 сентября 1681 года Галич упоминается среди таких городов, где «противники (раскольники) умножились». Таким образом, Леонтий был несомненно знаком со старообрядчеством, и это обстоятельство, может быть, тоже имело некоторое влияние на выбор его на новочреждённую Тамбовскую кафедру, которая открыта была, главным образом, с целью противодействовать старообрядческому расколу.

### Епископ Тамбовский и Козловский
26 марта 1682 года в Москве был посвящен патриархом «со властями» (митрополитами и архиепископами) во епископа Тамбовского. Новая епархия, выделенная из владений рязанских митрополитов, была очень скромна по размерам. В её состав вошло только три города с уездами: Тамбов, Козлов и Добрый; в этих пределах было всего 159 церквей.
В то время новопоставленные архиереи вообще не спешили отправляться на свои епархии и довольно долго проживали в столице, — «годовали», — чтобы участвовать в торжественных служениях патриарха и помогать ему в делах церковного управления. Помимо этого, епископа Леонтия задержали в Москве события, которые вскоре после его рукоположения совершились в церковной и государственной жизни. 2 апреля, Леонтий, вместе со многими иерархами, участвовал в посвящении первого воронежского епископа Митрофана. С этого времени оба епископа часто принимали участие в торжественных службах и крестных ходах. 28-29 апреля того же года они присутствовали на выносе и погребении царя Феодора Алексеевича, а после того участвовали в очередном (по иерархическим степеням) служении заупокойных литургий в Архангельском соборе. 25 июня совершалось венчание на царство государей Иоанна и Петра. При этом епископ Леонтий был послан патриархом «на сретение животворящих крестов Господних и св. барм и царскаго чину», а во время самого венчания он подносил венец царя Иоанна и державу. После церемонии епископ Леонтий был, конечно, и у царского стола. 5-го июля того же года, опять вместе со святителем Митрофаном, участвовал на соборе в грановитой палате, во время прений со старообрядцами. После московских мятежей, когда святитель Митрофан уехал уже в Воронеж, наш епископ еще не покидал Москвы: он прожил здесь до самой зимы, занятый разными хлопотами по делам Тамбовской кафедры.
Посвящал во диакона к Преображенской церкви в Тамбове знаменитого учёного Палладия Роговского (впоследствии игумен Московского Заиконоспасского монастыря, первый русский доктор философии и богословия), которого привёз с собой из Москвы, чтобы иметь при себе даровитого помощника в управлении новоучреждённой епархией.
В конце 1684 года был уволен с Тамбовской кафедры и запрещён в священнослужении «за поставление священного чина на мзде». Ему также вменялись в вину попытки присвоить доходы Козловского Троицкого монастыря и Мамонтовой пустыни, приписной к Саввину Сторожевскому монастырю. Леонтий подал покаянные челобитные патриарху Иоакиму (Савёлову), и тот повелел, чтобы епископ, как указано в рукописном «Каталоге всех российских архиереев» (нач. XVIII в.), «дан бысть для послужения и поставления ставленников преосвященному Корнилию, митрополиту Новгородскому».

### Епископ Корельский
В январе 1685 года по соглашению со Швецией была возобновлена Корельская кафедра со статусом викариатства. Следует учесть, что викариатство как церковно-административное образование, было тогда в новинку, и возможно создавалось в какой-то мере под епископа Леонтия, которого надо было куда-нибудь пристроить.
В 1687 году по воле патриарха Иоакима свидетельствовал чудеса от мощей преподобного Никандра пустынножителя, Псковского чудотворца.
Проживая в Новгороде, епископ Леонтий не смирил своего нрава и в 1690 году «за ослушание и крамолы» был отправлен к Суздальскому митрополиту Илариону, по одним сообщениям, викарием, по другим — под надзор, с запрещением архиерейского служения.

### Последние годы
Вскоре Леонтий «многие козни учинил» митрополиту Илариону, в частности, пытался оклеветать его, надеясь занять кафедру в Суздале, за что в 1692 году был «осуждён на жительство» в Спасо-Евфимиевом монастыре в Суздале.
1 июня 1698 года вместе с митрополитом Суздальским Иларионом перекладывал мощи благоверного князя Александра Невского.
В 1708 году скончался в Спасо-Евфимиевом монастыре в Суздале.